# 伊庭嘉兵衞
伊庭 嘉兵衞（いば かへえ、1942年（昭和17年）5月21日 - ）は、日本の政治家。元滋賀県草津市長（1期）。

## 来歴
滋賀県出身。1966年同志社大学経済学部卒。卒業後は草津市役所に入り、総務部長、助役などを務める。2004年草津市長芥川正次が逮捕され、市長を辞職した。これに伴う選挙に立候補し、初当選する。在職中は草津市地域福祉計画を策定した。また、行財政改革に取り組み、市債残高を848億円に削減した。2008年の市長選挙に立候補し、再選を目指し、4年間の実績を強調したが、元市職員の橋川渉に敗れた。